# H. Pius X-instituut (Antwerpen)
Het H. Pius X-instituut is een lagere en middelbare katholieke school te Antwerpen op het Kiel. De middenschool en bovenbouw bieden opleidingen aan die vallen binnen het ASO, BSO, KSO en TSO. De school is genoemd naar Paus Pius X.

## Geschiedenis
In juli 1913 werd de oprichting van een nieuwe school in Antwerpen goedgekeurd door kardinaal Mercier. In oktober 1915 ging de normaalschool effectief van start aan de Sint-Jorisvest. Aanvankelijk werd alleen een opleiding voor onderwijzers gegeven. De eersten studeerden af in 1917. De school verhuisde toen naar de Minderbroedersstraat, waar ook een "oefenschool" was (LOS = Lagere Oefenschool). In 1919 kreeg de school een officiële erkenning en een jaar later, in 1920, werd een bredere opleiding voor regenten gestart. Op dat moment werd ook een internaat ingericht.
In 1957 verhuisde de oefenschool naar de Abdijstraat en in 1959 naar de VIIde-Olympiadelaan.
De eerste naam was Katholieke Normaalschool. In 1959 werd de naam gewijzigd in Heilig Pius-X-instituut.
Het Pius X-instituut was van bij de start betrokken bij de invoering van het vernieuwd secundair onderwijs in 1970 en bood een record aantal vakkencombinaties in de derde graad.
Op 4 december 1978 vond er zich een gasontploffing plaats op piustien. Deze bracht zware schade toe aan het hoofdgebouw, waardoor de school enkele dagen gesloten moest worden. 
In 1995 ging de hogeschool van het H. Pius X-instituut op in een fusie waaruit de Karel de Grote-Hogeschool ontstond.
In 2004 startte de lagere school met een kleuterschool en werd daarmee een volwaardige basisschool.
In 2017 kon de school verhuizen naar hun nieuwe schoolgebouwen die dankzij DBFM tot stand kwamen.

## Bekende oud-leerlingen
- atleet Eddy Annys; hij werd getraind door Gust Deynckens, die leraar Lichamelijke Opvoeding was in Pius X
- politicus Imade Annouri
- politicus Hugo Van Dienderen
- componist Luc Brewaeys
- acteur Frank Focketyn volgde zijn laatste jaren middelbaar onderwijs in het Pius X-instituut
- Prins Laurent bracht zijn middelbareschoolperiode gedeeltelijk door aan het Pius X-instituut (een ander deel van zijn middelbare opleiding volgde hij aan de Koninklijke Cadettenschool te Laken)
- foodfotograaf Tony Le Duc
- onderzoeksjournalist Dirk Leestmans
- actrice Tinne Oltmans
- zanger Bart Peeters
- zangeres Laura Tesoro
- actrice Céline Verbeeck
- Harry Schram, directeur bij de Europese dierentuinorganisatie European Association of Zoos and Aquaria EAZA (in 2017 overleden)
- stripauteur Gerd Van Loock
- zanger Hugo Matthysen
- hoogspringer William Nachtergaele
- acteur Ben Rottiers
- dichter Johan Sebastiaan Stuer